# Abraham Harkavy
Abraham Jakovlevics Harkavy (1835. október 17. – 1919. március 15.) oroszországi zsidó történész, orientalista.
A litvániai Novgorodnokban született. Iskoláit a vilnai zsidó szemináriumban és a szentpétervári egyetemen végezte el, majd az orosz kormány megbízásából a sémi népek történetének tanulmányozásával kezdett foglalkozni. A 19. század végén a szentpétervári császári nyilvános könyvtár könyvtárosa volt. Művei orosz nyelven jelentek meg, címük magyarra fordítva a következő: 
- A zsidók nyelve Oroszországban (1866);
- Történelmi földrajzi jegyzetek orosz és zsidó forrásokból (1866-89);
- Arab irók befolyása az oroszokra és szlávokra (1870-1870);
- A Sém. Kham és Jáfet nevek eredete (1872)
- (németül) Catalog der samaritinischen Handschriften in St. Petersburg Altjüdische Denkmäler aus der Krim (1876);
- (németül) Mittheilungen über die Chazaren; Sur le mythe de zervan, Titan at Iapethoste chez les Arméniens (1880);
- (franciául) Additions a l'hitoire des juifs